# D'Annunzioisme
 (juillet 2025).
- Si vous ne connaissez pas le sujet, laissez ce bandeau (vous pouvez alors contacter les auteurs).
- Si vous supprimez le contenu mis en cause (vous pouvez préalablement contacter les auteurs),

argumentez précisément cette suppression dans la page de discussion
(un manque de référence n'est pas un argument ; une recherche réelle de référence doit avoir été effectuée, être formellement documentée).
 (juillet 2025).
Le d'Annunzioisme (italien : dannunzianéṡimo) était un phénomène artistique et culturel non seulement attribuable à l'esthétique de Gabriele D'Annunzio qui a influencé la littérature, le goût et les modes de vie des contemporains, mais était aussi la manifestation et la réaction au « mal de vivre », à ce malaise social qui a eu de profondes conséquences, morales et politiques, sur la situation historique des premières décennies du xxe siècle en ItalieInterprétation abusive ?.
Le style de D'Annunzio, qui se présentait comme anti-bourgeois, suscita l'intérêt et la curiosité en particulier parmi une certaine aristocratie et des employés de la classe moyenne de la Rome d'Umberto Ier, influençant leurs coutumes par ses attitudes esthétiques, narcissiques, amorales et surhumaines, si évidentes qu'elles firent de D'Annunzio le « véritable fils de notre temps ».

## Mode
Arrivé à Rome à seulement dix-neuf ans, Gabriele D'Annunzio acquiert rapidement une renommée en tant que journaliste spécialisé dans l'art de vivre, écrivant des chroniques spéciales où il met en valeur les traits distinctifs de sa personnalité et de son esthétique : le narcissisme, l'esthétisme comme mode de vie, un engagement et un talent linguistique au service de la construction d'une légende personnelle. Il décrit les vêtements féminins avec minutie et prodigue des conseils sur les coiffures à la mode, cherchant ainsi ouvertement à transcender la médiocrité quotidienne et à démontrer que « l'art est une marchandise dont l'artiste doit connaître et appliquer les règles ». D'Annunzio démontre ainsi d'emblée sa conscience que la mode est l'un des langages les plus innovants de la modernité, et se présente ainsi comme un nouveau Pétrone, l'arbitre de l'élégance que le beau monde, d'abord romain puis italien, s'empresse de suivre pour être au diapason des dernières modes. Le « Poète » dilapide une véritable fortune en vêtements de luxe et en achat d'objets précieux mais conventionnels pour meubler sa maison du Vittoriale, voulant se présenter comme transgressif mais inspirant en réalité son comportement au désir de se conformer à l'élégance de l'élite dont il tente de se proposer comme chef et leader.

## L'audace
Au lendemain de la Première Guerre mondiale, l'arditisme[Quoi ?] se répandit au sein de la bourgeoisie italienne, passant d'une forme militaire de combat à un phénomène social lié à la magniloquence, à la préciosité expressive, à l'esthétisme exaspéré du style de D'Annunzio et à sa vision de la guerre comme régénérateur de l'esprit de défi et d'aventure mis à l'épreuve dans l'entreprise de Fiume. Les attitudes anarchiques, également exprimées dans les devises de D'Annunzio, donnèrent naissance au fascisme, qui exploita les aspects psychologiques offerts par la propagande et l'esthétique futuriste de D'Annunzio pour la conquête du pouvoir. 

## Le mouvement actuel de D'Annunzio
« Plus que D'Annunzio, les disciples de D'Annunzio (désormais occultes) sont insupportables ; les disciples de D'Annunzio sont insupportables : même ceux qui ne l'ont jamais lu, qui ne le liront jamais, qui en savent juste assez sur lui - sur sa vie, sur son fascisme - pour leur faire croire qu'ils en sont loin. »

— Leonardo Sciascia.

« D'Annunzio revient et persiste dans l'imaginaire italien et européen non seulement comme auteur de textes poétiques, narratifs, dramatiques, cinématographiques ou journalistiques, de prose de recherche qui ont marqué et influencé d'importantes saisons créatives du XXe siècle, mais aussi comme personnage, dans d'autres œuvres, d'autres auteurs. »

— Luciano Curreri.
Un d'Annunzio-isme qui résonne encore aujourd'hui dans les controverses sur la valeur du personnage et de sa poésie. Un incident récent s'est produit à Trieste : à l'occasion du centenaire de l'exploit de Fiume, une statue de D'Annunzio a été érigée à la demande du maire de centre-droit. Certains habitants ont interprété cela comme un hommage à une époque révolue. Claudio Magris a commenté cet épisode dans les pages du Corriere della Sera :

« D'Annunzio était et est donc, comme le savent même ceux qui le détestent à juste titre, politiquement et civilement, un grand poète italien, européen et mondial, un poète cynique et brillant, conscient de lui-même, qui a vécu et joué un rôle majeur dans la transformation radicale du langage poétique, de l'art dans son rapport à la vie et à l'argent. Il a écrit des vers grandioses, mais aussi des vers terribles et illisibles, et il en était parfaitement conscient, tout comme il savait que ses inventions dans le langage publicitaire étaient à la fois une performance linguistique originale et une prostitution poétique. Une prostitution aussi personnelle (mais consciente, auto-dépréciative et auto-dépréciative) et, surtout, historique, un compromis qui a marqué le XXe siècle, mêlé à l'art proprement dit, et qui a aujourd'hui dégénéré de la prostitution de luxe en prostitution de rue, moins individuellement coupable qu'éphémère. D'Annunzio a écrit de nombreux textes – lyriques, dramatiques, narratifs – illisibles aujourd'hui, mais qui étaient déjà réels à l'époque. Il a également écrit des chefs-d'œuvre poétiques parmi les plus prestigieux de la poésie lyrique européenne (par exemple, Alcyone), poussant le langage à ses limites extrêmes, sur une musique qui dissout le sens dans le son. Il a écrit des romans médiocres et des romans puissants comme Il Piacere, aimé par un grand écrivain antithétique à tout d'Annunzio-isme comme Musil. D'Annunzio et Pasolini furent – sous des formes radicalement différentes – les deux poètes qui ont vécu de près, voire de manière indécente, la dégradation de la vie qui existait à leur époque – et qui existe encore à notre époque –, la relation sale et inévitable entre poésie et argent, la fin de tout respect dans les relations humaines, politiques, économiques et culturelles. « Dans l'anti-temple est le trafic du dieu », dit l'un de ses derniers vers. »

— Claudio Magris.